# Vader Episode I: Shards of the Past
Vader: Episode 1: Shards of the Past, er en canadisk/amerikansk Star Wars fan film fra år 2018. Den blev udgivet på YouTube den 21. December, men havde en speciel biografpremiere dagen inden hos Landmark's Regent Theatre i Los Angeles. Filmen foregår 8 måneder efter Star Wars Episode III: Sithfyrstens Hævn og omhandler karakteren Darth Vader. Siden November 2019, er den blevet set mere end 13 mio. gange på YouTube. Kortfilmen er instrueret af Danny Ramirez og er produceret af den canadiske YouTuber StarWarsTheory.

## Medvirkende
- Dupree Jones som Darth Vader
- Jesse Gomez som Darth Vaders stemme
- Star Wars Theory (Neo) som den umaskerede Darth Vader
- Marik Knight som ung Anakin Skywalker
- Steven Bartlett som kejser Palpatine
- Bradley Klein som kejser Palpatines stemme
- Catherine LaSalle som Padmé Amidala
- Andrew Branch som Commander Fox